# Saykogel
Saykogel lub Seikogel – szczyt w Alpach Ötztalskich, części Centralnych Alp Wschodnich. Leży w Austrii w kraju związkowym Tyrol. Szczyt można zdobyć drogami ze schroniska Martin-Busch Hütte (2501 m).